# Oskarżeni
Oskarżeni (ang. The Accused) – amerykański dramat sądowy z 1988 roku w reżyserii Jonathana Kaplana. Zdjęcia kręcono w Vancouver.
Za rolę w tym filmie Jodie Foster otrzymała w 1988 roku nagrody Oscara i Złotego Globu.

## Opis fabuły
Fabuła filmu oparta na zapisie autentycznych wydarzeń, przedstawia historię z życia młodej kobiety ze środowiska robotniczego Sary Tobias (Jodie Foster), która nie ma zbyt dobrej reputacji. Pewnego dnia, na peryferiach miasta w nocnym barze zostaje brutalnie zgwałcona przez grupę stałych bywalców baru, w którym przebywała. Prokuratorem przydzielonym do tej sprawy jest Kathryn Murphy (Kelly McGillis). Proces do którego dochodzi, udowadnia, że niezależnie od pewnej atmosfery seksualnego napięcia, które pojawiło się tamtego wieczoru, mężczyźni, którzy dopuścili się gwałtu, są winni przestępstwa, lecz szansa na ich ukaranie jest minimalna. W majestacie prawa, w trakcie prowadzenia procesu i przesłuchiwań, ze zgwałconej dziewczyny czyni się winowajczynię, a jej skrzywdzone życie zamienia się w koszmar. Film z realizmem przedstawia scenę brutalnego gwałtu.
Był to jeden z pierwszych filmów hollywoodzkich, który w otwarty sposób potraktował problematykę gwałtu.

## Obsada
- Kelly McGillis jako Kathryn Murphy
- Jodie Foster jako Sarah Tobias
- Bernie Coulson jako Ken Joyce
- Leo Rossi jako Cliff 'Scorpion' Albrect
- Ann Hearn jako Sally Fraser
- Carmen Argenziano jako Paul Rudolph
- Steve Antin jako Bob Joiner
- Tom O'Brien jako Larry
- Peter Van Norden jako adwokat Paulsen
- Terry David Mulligan jako porucznik Duncan
- Woody Brown jako Danny
- Scott Paulin jako adwokat Ben Wainwright

## Nagrody i nominacje
Nagroda Akademii Filmowej
- Najlepsza aktorka pierwszoplanowa – Jodie Foster

Złoty Glob
- Najlepsza aktorka w filmie dramatycznym – Jodie Foster

BAFTA
- nominacja: Najlepsza aktorka pierwszoplanowa – Jodie Foster

Międzynarodowy Festiwal Filmowy w Berlinie
- Złoty Niedźwiedź – udział w konkursie głównym

Włoska Akademia Filmowa
- David di Donatello dla najlepszej aktorki zagranicznej – Jodie Foster